# دانیل رادرفورد
دانیل رادرفورد (انگلیسی: Daniel Rutherford؛ زاده ۳ نوامبر ۱۷۴۹ درگذشته ۱۵ دسامبر ۱۸۱۹) دانشمند شیمی‌دان اهل بریتانیا بود. او کاشف نیتروژن است.